# Iglesia Nuestra Señora de Lourdes y San Vicente Pallotti

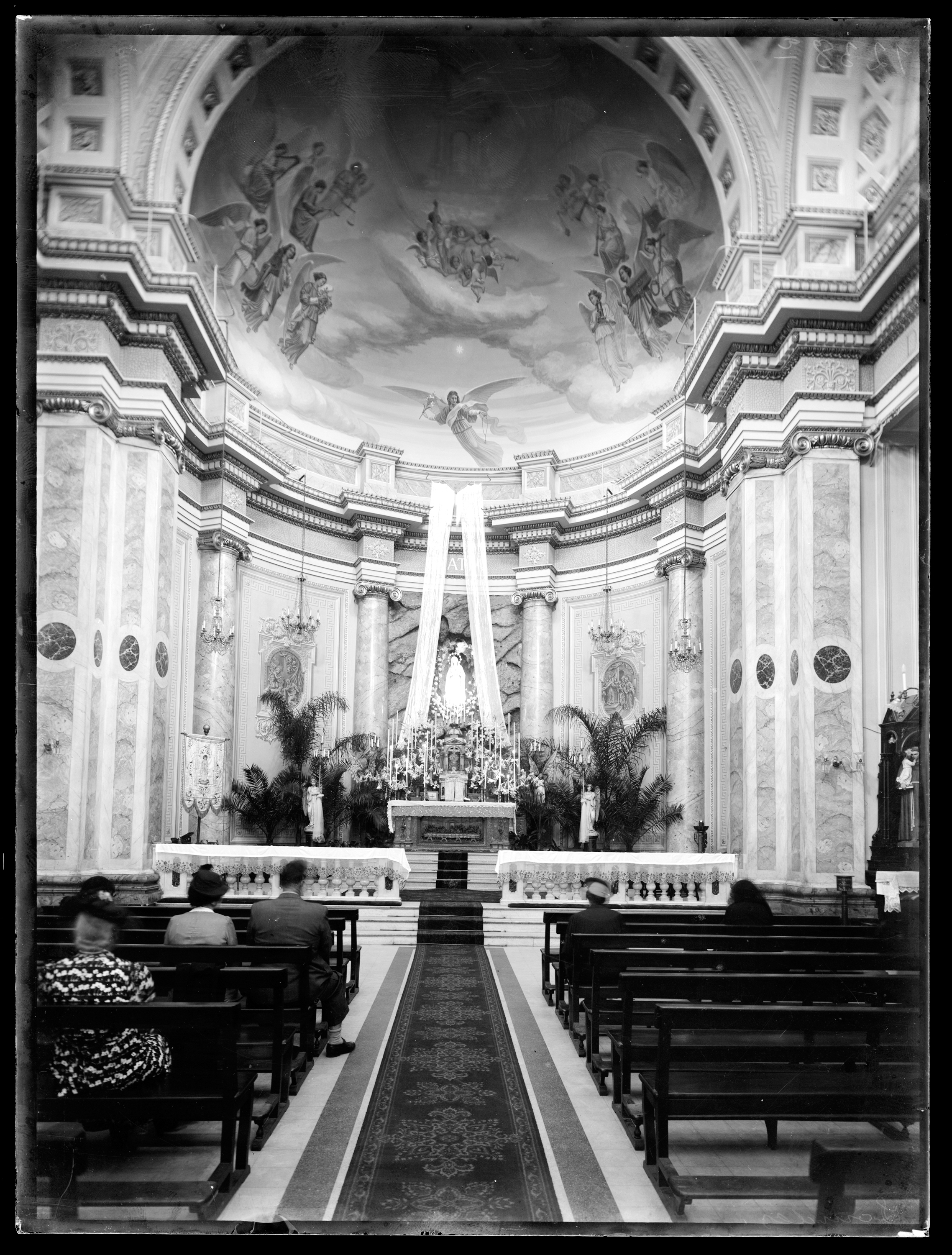
Interior de la Iglesia en 1946, fotografía por el Centro de Fotografía de Montevideo.

La Iglesia de Nuestra Señora de Lourdes y San Vicente Pallotti, conocida popularmente como Iglesia de Lourdes, es una iglesia parroquial católica romana localizada en Ciudad Vieja, Uruguay. Fue declarada monumento histórico nacional en 2005.

## Características
Ubicada en la intersección de las calles Paysandú y Florida, el templo fue construido entre 1885 y 1890 por el ingeniero Ignacio Pedralbes en un estilo ecléctico neobarroco, inspirado en las iglesias de La Sorbona y Saint Gervais de París.
La parroquia fue establecida el 7 de septiembre de 1962.
Sostenida por los palotinos, está dedicada a su santo patrón Vicente Pallotti y a Nuestra Señora de Lourdes.